# 荻野目洋子 ザ・ベスト
『荻野目洋子 ザ・ベスト』（おぎのめようこ ザ・ベスト）は、1985年12月15日に発売された荻野目洋子の1枚目のベスト・アルバム。発売元はビクター音楽産業（CD：VDR-1137）。

## 概要
デビュー曲の『未来航海 -Sailing-』、本作発売当時の最新楽曲『ダンシング・ヒーロー (Eat You Up)』など、既発楽曲シングル・アルバムから16曲（CD・CT）を収録した荻野目洋子初のベスト・アルバム。LP盤は収録曲数が12曲となり、曲目が異なる。

## 収録曲（CD）
1. 未来航海 - sailing -
  - 作詞：神田ヒロミ　作曲：島津行良　編曲：萩田光雄
2. 流星少女
  - 作詞：阿木燿子　作曲：小田裕一郎　編曲：萩田光雄
3. さよならから始まる物語
  - 作詞：康珍化　作曲：古本鉄也　編曲：萩田光雄
4. 夏の微笑
  - 作詞：三浦徳子　作曲：田中弥生　編曲：松下誠
5. ティーンズ・ロマンス
  - 作詞：神田ヒロミ　作曲：水沢朱里　編曲：大谷和夫
6. ディセンバー・メモリー
  - 作詞：三浦徳子　作曲：井上大輔　編曲：船山基紀
7. 雨とジャスミン
  - 作詞：三浦徳子　作曲：井上大輔　編曲：船山基紀
8. 無国籍ロマンス
  - 作詞：岡田冨美子　作曲：坂本龍一　編曲：入江純
9. フリージアの雨
  - 作詞：松本隆　作曲・編曲：船山基紀
10. 2Bの鉛筆
  - 作詞：松本隆　作曲・編曲：船山基紀
11. 恋してカリビアン
  - 作詞：松井五郎　作曲・編曲：中崎英也
12. 愛のタイムカプセル　
  - 作詞：秋元康　作曲・編曲：船山基紀
13. 心のままに 〜I'm just a lady〜
  - 作詞・作曲：あらい舞　編曲：萩田光雄
14. スイート・ヴァケーション
  - 作詞：秋元康　作曲・編曲：船山基紀
15. 貝殻テラス
  - 作詞：秋元康　作曲・編曲：船山基紀
16. ダンシング・ヒーロー (Eat You Up)
  - 作詞・作曲：A.Kyte-T.Baker　訳詞：篠原仁志　編曲：馬飼野康二

## 収録曲（CT）

### SIDE A
1. 未来航海 - sailing -
2. 流星少女
3. さよならから始まる物語
4. 夏の微笑
5. ティーンズ・ロマンス
6. ディセンバー・メモリー
7. 雨とジャスミン
8. 無国籍ロマンス

### SIDE B
1. フリージアの雨
2. 2Bの鉛筆
3. 恋してカリビアン
4. 愛のタイムカプセル
5. 心のままに 〜I'm just a lady〜
6. スイート・ヴァケーション
7. 貝殻テラス
8. ダンシング・ヒーロー (Eat You Up)

## 収録曲（LP）
- LP盤は、収録分数の関係上、アルバム収録曲は含まていない。
- SIDE A　CDの1.2.3.4.6.8.の6曲
- SIDE B　CDの11.12.13.14.16.の5曲+「ぜんまいじかけの水曜日」（「ダンシング・ヒーロー (Eat You Up)」B面曲）

### SIDE A
1. 未来航海 - sailing -
2. 流星少女
3. さよならから始まる物語
4. 夏の微笑
5. ディセンバー・メモリー
6. 無国籍ロマンス

### SIDE B
1. 恋してカリビアン
2. 愛のタイムカプセル
3. 心のままに 〜I'm just a lady〜
4. スイート・ヴァケーション
5. ダンシング・ヒーロー (Eat You Up)
6. ぜんまいじかけの水曜日
  - 作詞：秋元康　作曲：松尾一彦　編曲：萩田光雄